# Шурала (посёлок)
Шурала́ — посёлок в Невьянском районе Свердловской области России. Входит в Невьянский муниципальный округ. Станция Свердловской железной дороги.

## География
Посёлок Шурала расположен на восточном склоне Среднего Урала, в 20 километрах к востоку от Уральского хребта, при станции Шурала Свердловской железной дороги. Находится в 90 километрах по железной дороге к северу от Екатеринбурга, в 59 километрах к югу от Нижнего Тагила и в 8,5 км к югу от районного центра — города Невьянска. Через посёлок с северо-северо-востока на юго-юго-запад проходит железнодорожная ветка Нижний Тагил — Екатеринбург. От станции есть тупиковое девятикилометровое ответвление на станцию Ежёвую, расположенную в городе Кировграде. До 2009 года по этой ветке курсировал грузо-пассажирский поезд, позже сообщение по ветке Шурала — Ежёвая стало исключительно грузовым. Есть подъезд к Серовскому тракту, проходящему в 300 метрах к востоку от посёлка.

### Уличная сеть
Дорожная сеть посёлка Шурала состоит из трёх улиц:
- улица Гагарина (тянется вдоль железной дороги, длина — 0,88 км),
- Садовая улица (тянется параллельно ул. Гагарина, длина — 1,2 км),
- переулок Космонавтов (тянется с запада на восток, соединяя железнодорожную станцию и две улицы посёлка, длина — 0,3 км).

## История
В 1914—1915 годах была проложена железнодорожная ветка от разъезда № 117 (будущей станции Шурала) до Калаты, в результате чего появилась станция Ежёвая.
С 1 октября 2017 года согласно областному закону N 35-ОЗ статус изменён с посёлка железнодорожной станции на посёлок.

## Население
| 1926 | 2002 | 2010 | 2021 |
| ---- | ---- | ---- | ---- |
| 61   | ↘44  | ↗90  | ↘49  |